# كاثلين روكويل
كاثلين روكويل (بالإنجليزية: Kathleen Rockwell) هي مغنية أمريكية، ولدت في 1876، وتوفيت في 1957.